# Federazione cestistica della Guinea
La Fédération Guinéenne de Basket-Ball è l'ente che controlla e organizza la pallacanestro in Guinea.
La federazione controlla inoltre la nazionale di pallacanestro della Guinea e ha sede a Conakry.
È affiliata alla FIBA dal 1962 e organizza il campionato di pallacanestro della Guinea.